# Медеубеков, Кийлыбай Усенович
Кыйлыба́й Усе́нович Медеубе́ков (каз. Қилыбай Үсенұлы Медеубеков; 15 мая 1929, Ленинский район, Казакская АССР, СССР — 3 мая 2015, Алма-Ата, Казахстан) — казахстанский учёный, общественный государственный деятель, профессор, доктор сельскохозяйственных наук, академик Национальной академии наук Республики Казахстан и Российской академии сельскохозяйственных наук.

## Биография
Происходит из рода батыр-жайдак племени сиргели.
- 1948 год окончил 10 классов в селе Ленинское Казыгуртского района;
- 1953 году с отличием окончил зоотехнический факультет Московской ордена Ленина и Трудового Красного Знамени сельскохозяйственной академии им. К. А. Тимирязева;
- 1957 год — окончил аспирантуру успешно защитил кандидатскую диссертацию;
- 1957 год — Министерством сельского хозяйства Союза ССР был направлен в распоряжение Казахского филиала ВАСХНИЛ;
- 17 октября 1962 года был назначен директором Казахского научно-исследовательского технологического института животноводства (КНИИЖ);
- 1978 год — защитил во Всесоюзном институте животноводства докторскую диссертацию на тему «Научные основы кроссбредного овцеводства на юге Казахстана»;
- 1979 год — 1991 год — вице-президент Всесоюзной академии сельскохозяйственных наук имени Ленина, Председатель Президиума Восточного отделения ВАСХНИЛ по Казахстану и Киргизии;
- 1972 год — избирается членом-корреспондентом ВАСХНИЛ;
- 1982 год — избирается академиком ВАСХНИЛ;
- 1980 год — 1990 год — депутат Верховного Совета Казахской ССР;
- 26 марта 1989 — 26 декабря 1991 гг. — Народный депутат СССР;
- 1980 год — 1991 год — Председатель Верховного Совета Казахской ССР;
- 1992 год — избирается академиком Казахской академии сельскохозяйственных наук;
- 1996 год — избирается академиком Национальной академии наук Республики Казахстан;
- 1998 год — профессор Казахского Национального аграрного университета.[2]

Избирался депутатом Верховного Совета Казахской ССР (1975—90 гг.), делегатом ряда съездов Коммунистической партии Казахстана и делегатом XXVI съезда КПСС и XXVII съезда КПСС.

## Наука
Академик Медеубеков К. У. совместно со своим учеником провели широкие научные исследования по акклиматизации и использованию ценных полутонкорунных мясо-шерстных английских пород овец: линкольн, ромни-марш, бордерлейстер, гемпшир, суффольк, оксфорддаун, шевиот, саутдаун, а также по созданию собственного репродуктора таких овец. Отдельные результаты многолетних научных исследований легли в основу его докторской диссертации на тему «Научные основы кроссбредного овцеводства на юге Казахстана», которую он защитил во Всесоюзном институте животноводства в 1978 году.
Методика создания мясо-шерстных овец с полутонкой кроссбредной шерстью послужила основой для выведения трех новых пород этого направления: казахской мясо-шерстной (МШК) с тремя вниутрипородными типами (апробирована в 1991 году). Для разведения в юго-западном регионе Казахстана акжайиской (апробирована в 1996 году) — для западного региона, что имело исключительное народно-хозяйственное значение в производстве дефицитной для страны кроссбредной шерсти и третья порода Жанаркинская с двумя типами (апробирована в 2007 году) — для центрального Казахстана.

## Награды и звания
За плодотворную деятельность в науке, развитии сельскохозяйственного производства, государственную и общественную деятельность К. У. Медеубеков награждён двумя орденами Трудового Красного Знамени, орденом Октябрьской Революции, орденом Дружбы народов, медалями «За доблестный труд в Великой Отечественной войне 1941—45 гг.», за «Трудовое отличие» Монгольской Народной Республики (1976), за «Освоение целинных земель» (1974), памятной юбилейной медалью «60-лет Победы в Великой Отечественной войне 1941—1945 гг.» за подписью генерала Армии, Героя Советского Союза В. Л. Говорова (2005 г.); 100 лет со дня рождения академика А. И. Бараева (2008 г.); почетными грамотами Верховного Совета Казахской ССР (1970, 1979 гг.); трижды почетной грамотой Всесоюзной академии сельскохозяйственных наук имени Ленина (1985, 1990, 1992 гг.). Лауреат премии им. академика В. А. Бальмонта.
Лауреат Государственных премий Казахстана (1974, 2001).
В 1997 году Указом Президента РК Н. А. Назарбаева К. У. Медеубекову за большой вклад в развитие аграрной науки Казахстана присвоено звание «Заслуженного деятеля науки и техники Республики Казахстан».
В 2004 году была вручена юбилейная медаль «50 лет Целине».
Орден Парасат (2009)